# Meunasah Rawa
Meunasah Rawa is een bestuurslaag in het regentschap Aceh Utara van de provincie Atjeh, Indonesië. Meunasah Rawa telt 237 inwoners (volkstelling 2010).